# Gusch Schalom
Gusch Schalom (dt. „Der Friedensblock“; Schreibung oft auch in Anlehnung an die englische Umschrift Gush Shalom) ist eine israelische Friedensinitiative. Sie wurde 1992 gegründet; ihr führender Repräsentant war seitdem Uri Avnery, weitere bekannte Mitglieder sind Michel Warschawski und Mattityahu „Matti“ Peled.

## Ziele
Anlass zur Gründung der Initiative war die aus deren Sicht nicht mehr ausreichend am Frieden orientierte Politik der Regierung Rabin. Das Hauptziel von Gusch Schalom ist, die israelische öffentliche Meinung zu beeinflussen und in Richtung von Frieden und Versöhnung mit den Palästinensern zu führen. Dies versucht Gusch Schalom mittels täglicher Stellungnahmen, Kampagnen und Demonstrationen gegen Vorurteile, Missverständnisse und Resignation zu erreichen.
Gusch Schalom vertritt die Auffassung, dass Jassir Arafat der einzige Garant eines Friedens im Nahost-Konflikt gewesen sei. Arafats jahrzehntelange Beteiligung an Terroranschlägen und seine Unterstützung der Zweiten Intifada werden jeweils als direktes Resultat der israelischen Politik gegenüber den Palästinensern bezeichnet. Korruptionsvorwürfe gegen die Arafat-Behörde, die unter anderem vom Internationalen Währungsfonds nachgewiesen wurden, seien Propaganda der Regierung Scharon gewesen. Laut Gush Shalom sei Arafat in Camp David im Jahre 2000 außerdem weit weniger versprochen worden, als damals öffentlich bekanntgegeben wurde. Statt eines „großzügigen Angebots“ habe es sich um „eine erniedrigende Forderung nach Kapitulation“ gehandelt; die Friedensinitiative veröffentlichte Landkarten sowie eine Animation zu dem israelischen Vorschlag.
Gusch Schalom ist der Ansicht, dass angesichts der israelischen Siedlungspolitik mit immer weiter fortschreitendem Neu- und Ausbau jüdischer Siedlungen auf palästinensischem Gebiet in wenigen Jahrzehnten kein eigenständiges palästinensisches Leben und keine Autonomiebestrebungen der Palästinenser mehr möglich sein werden und dass die USA ebenso wie die EU mit ihren Friedensinitiativen, wie z. B. der Roadmap, die Siedlungspolitik bis dahin nur begleiten, aber nicht verhindern wollten. Israel begehe dadurch einen langsamen Völkermord. Diese kontroverse Ansicht wird von der israelischen Öffentlichkeit derzeit nur marginal geteilt, auch wenn dort eine Mehrheit eine zumindest teilweise Räumung der Siedlungen befürwortet.
Gusch Schalom versucht, eine neue Geschichtsauffassung zu etablieren, in der nicht die Geschichte des israelischen oder des palästinensischen Volkes, sondern die Geschichte der Region Palästina in den Vordergrund tritt.
Gusch Schalom hilft palästinensischen Bauern bei der Olivenernte und beim Aufbau palästinensischer Häuser.
Des Weiteren spricht sich die Organisation für einen Boykott von Siedlungsprodukten aus und informiert über diese in einer in regelmäßigen Abständen aktualisierten Liste.

## Auszeichnungen
- 1997: Aachener Friedenspreis
- 2001: Right Livelihood Award[7]